# Histoire de la médiation

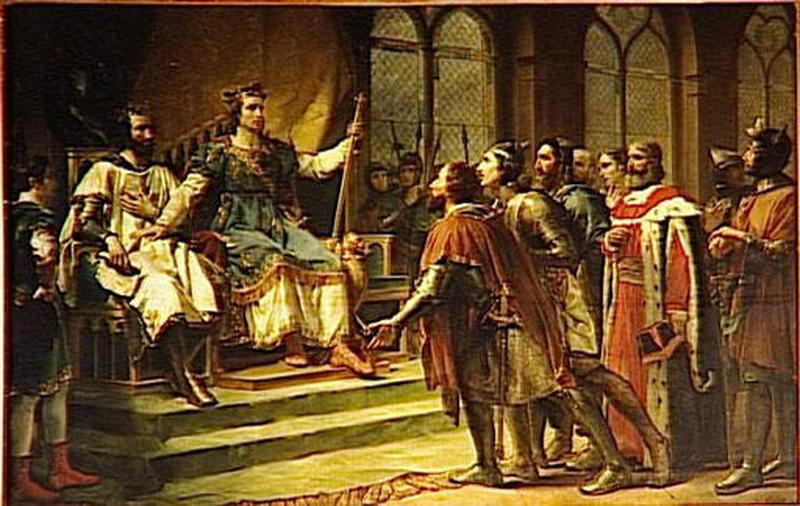
Saint Louis médiateur par Georges Rouget (1820).

La recherche sur l'histoire de la médiation conduit des auteurs à trouver des pratiques voisines de la médiation dans la pratique de la négociation, de l'arbitrage ou de la conciliation. Toutefois, les travaux de Gaston Bouthoul et la définition en tant que discipline à part entière par Jean-Louis Lascoux propose de constater que la médiation est, dans le domaine des conflits relationnels et contractuels, une invention du XXe siècle, tandis qu'elle est tout aussi récente dans le domaine des doléances relatives au fonctionnement des administrations - pour ce domaine plus particulier, voir ombudsman.

## L'émergence de la notion de médiation
La médiation est une manière d'intervenir dans une situation difficile entre des personnes (physiques ou morales). Elle implique des qualités de "porte-parole" de la part du médiateur.
En matière conflictuelle, plus spécifiquement, la médiation peut sembler avoir plusieurs histoires. Selon certains auteurs, elle est pratiquée depuis très longtemps, aussi longtemps que des tiers interviennent dans les conflits d'autrui. Mais il est clair que si l'intervention de tiers dans les différends de toute nature se pratique depuis longtemps, il ne s'agit pas de la médiation impliquant neutralité, impartialité et indépendance, affirmés comme devise par les médiateurs professionnels.
Au cours de l'Histoire, des démarches de type médiateur peuvent être identifiées dans le théâtre notamment, pour présenter ou représenter la manière dont les Hommes se comportent entre eux, et faire passer des messages. Il s'agit cependant moins de médiation que de recours métaphoriques.
Nombre d'auteurs font l'association entre des approches de type médial et la médiation elle-même, que ce soit en citant une conception de justice douce , le rendu de décision arbitrale à la Saint Louis ou à la manière du roi Salomon, la conciliation (qui relève de la procédure judiciaire), ou de la négociation (qui implique toutes les parties en présence, y.c. le tiers facilitateur).
Pour les partisans de la médiation, le Droit proviendrait de l'idée que l'individu doit être contraint pour bien se conduire ; la médiation soutiendrait l'idée que l'individu peut, à tout moment, se contrôler. 
L'Histoire de la médiation se plait souvent à opposer le droit, le processus judiciaire, au processus de médiation.
Pour qu'il y ait médiation dans le domaine de la résolution des conflits, il convient qu'il y ait :
- des parties avec un différend
- un médiateur, 
  - tiers neutre quant à la solution,
  - impartial dans ses intérêts et implications,
  - indépendants dans ses relations,
  - et garantissant la confidentialité du processus (et non d'une procédure), contrairement à l'audience publique, avec publicité, du système judiciaire.

## L'antiquité de la médiation, une source philosophique
Il est possible d'identifier une amorce de la médiation dans la culture de la Grèce antique, avec le courant philosophique visant à faire réfléchir les personnes sur leurs relations aux autres et, conséquemment à soi-même. La maïeutique instrumentait cette recherche. En effet, l'outil maïeutique avait pour objectif de permettre à une personne d'exprimer ses connaissances en soi - en l'occurrence qui auraient été acquises dans des vies antérieures. Le philosophe mettait en pratique ce savoir-faire pour qu'une personne puisse réfléchir et exprimer le meilleur d'elle-même. Cette pratique visait à développer la responsabilité personnelle, par la maîtrise des passions, et à faire réfléchir chacun sur ses relations maître-esclave de soi et avec les autres (cf. La République, Livre IV, Platon). 
Ainsi, le philosophe accompagnait une réflexion, permettait à une personne de se positionner, de faire les choix avec lesquels elle allait pouvoir s'auto-déterminer, en visant le passage à l'acte. L'enseignement qui était ainsi dispensé par les rhétoriciens devenaient antagoniste avec celui des sophistes qui se contentaient de la relation d'efficacité des techniques de communication (avec leurs applications notamment dans les procès), moins la dimension de ce que nous appelons aujourd'hui le développement personnel, soit la contribution pédagogique de l'acte médiateur du philosophe. Nous pouvons aussi souligner l'existence d'un protecteur des non-citoyens, le proxène, lequel n'a cependant pas inspiré la fonction du médiateur de la république, ce d'autant que cette fonction n'existe pas dans nos civilisations beaucoup plus nationalistes.
À cette époque que nous pouvons qualifier d'antiquité de la médiation, en ce qu'elle n'était pas conceptualisée en tant que telle, deux courants se sont formés : 
- celui de l'intervention de tiers pour faire émerger la responsabilité individuelle, l'engagement libéré des passions (et donc notamment en situations conflictuelles)
- celui de l'intervention de tiers qui se substituaient aux personnes et allaient dans le sens de la prise de décision imposée, déresponsabilisant les personnes.

Pour que la Médiation reprenne du sens, il fallait un élément fort : 
- la reconnaissance de l'individu en tant que personne possédant un potentiel de responsabilité. C'est à René Descartes, inspiré de la mésaventure de Giordano Bruno, en recherche de rationalisation de la relation de l'Homme avec le Monde, lui-même reprenant des réflexions conduites par Pierre Abélard et des Grecs Anciens, tels que Pythagore, Socrate, Platon, que nous devons cette formalisation.

Il fallait aussi les réflexions éthiques, plus laïques, exprimant la recherche d'autonomie individuelle de Spinoza, l'aboutissement par la Déclaration universelle des premiers droits de l'homme, inspirée de l'œuvre de Jean-Jacques Rousseau sur le Contrat Social. Il fallait que des auteurs théorisassent autrement la nature individuelle ; il fallait le cheminement des travaux de Freud ; il fallait l'invention de la sociologie et celle de la polémologie ; il fallait aussi une expression des droits équivalents reconnus à toute l'humanité : aux femmes et aux enfants, pour que la médiation pût être conduite par un tiers respectueux des personnes. 
Il fallait encore l'identification des limites du droit et de tous les systèmes d'arbitrages…
Mais sans la reconnaissance des personnes en tant qu'individus pouvant prendre ses propres décisions, pouvant être accompagnés lors des situations difficiles pour se sortir des conflits, la Médiation ne peut exister. 
Médiation historique ou régulation négociée par un tiers ?

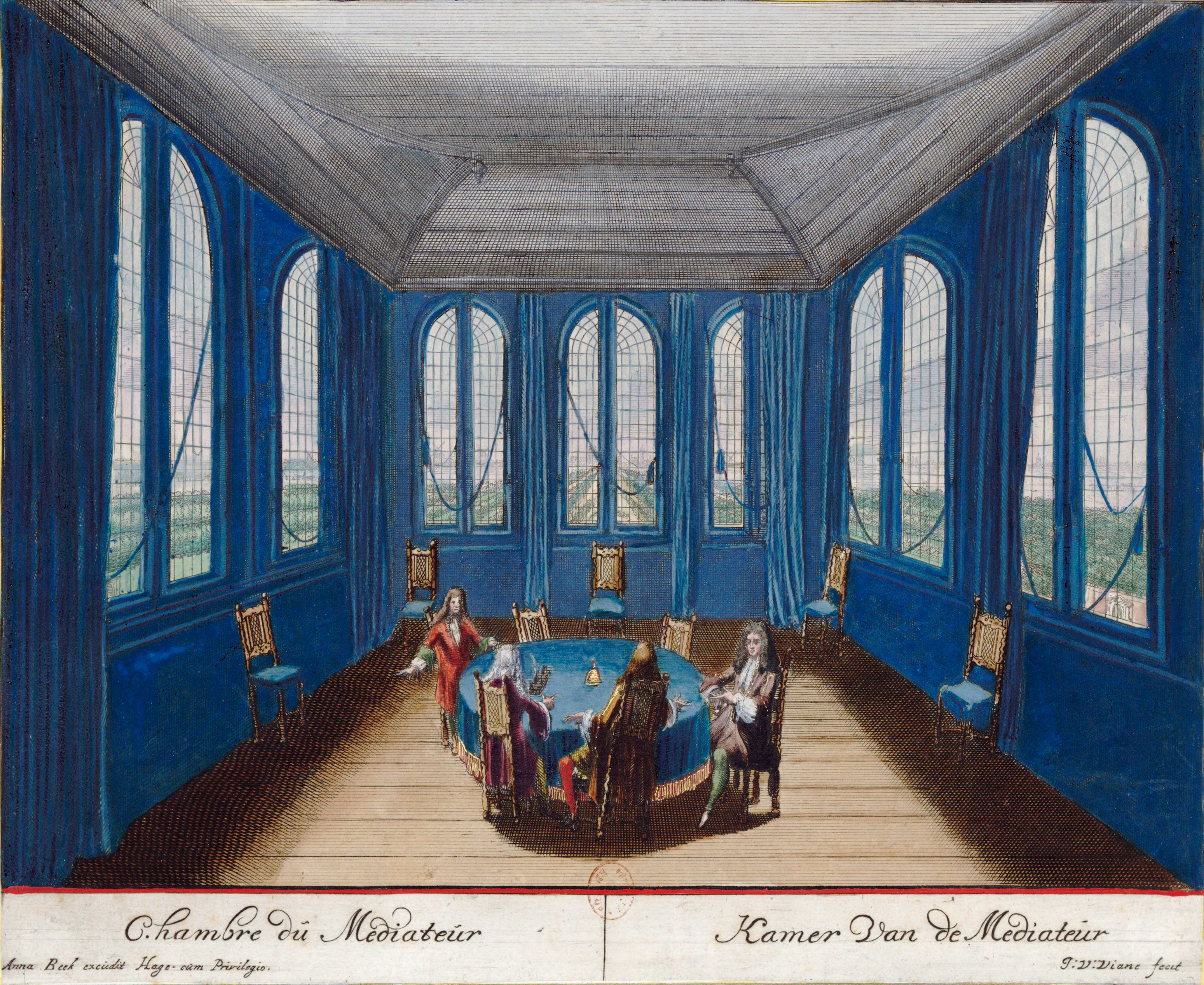
Chambre du médiateur à Ryswick (1697)

Plutôt que de médiation, il faudrait parler de « résolution négociée par un tiers » (RNT) pour caractériser toutes les figures traditionnelles de régulation : les apaiseurs et les consistoires de l’Ancien Régime, les paci corses, les qadis arabes… .  (Ben Mrad, 2008) Cette expression permettrait de distinguer les formes contemporaines de la médiation, telles que nous la connaissons aujourd’hui, des expériences socio-historiques, inscrites socialement comme une des modalités d’ajustement de la sociabilité ou enracinées plus profondément dans des formes coutumières et traditionnelles d’un vivre ensemble.

Conjugué à l’objectif de restauration des liens sociaux, le sens contemporain de la médiation renvoie inéluctablement à des principes et des référentiels d’intervention différents des principales figures anthropologiques et historiques de régulation Saisir l’importance de l’avènement de la médiation suppose donc une clarification définitionnelle. La volonté d'harmonisation des rapports sociaux qui s'est historiquement manifestée à divers niveaux et dans divers contextes culturels se poursuit sous de multiples formes dans nos sociétés occidentales (Ben Mrad, 2008). Cependant, la nature de la légitimité du tiers et les moyens mis en œuvre pour restaurer le lien social se sont, quant à eux, transformés. Il est certain que la légitimité fondée sur la reconnaissance sociale à l’image des apaiseurs de l’Ancien régime ou la légitimité fondée sur la spécificité religieuse, à l’image des consistoires ne sont plus autant opératoires dans les sociétés sécularisées comme les nôtres. Avec le déclin de ces légitimités, qu’elles soient sociales, religieuses ou encore politiques, il a été nécessaire de substituer à la morale sociale, aux prescriptions religieuses et aux coutumes locales des codes déontologiques qui régissent les pratiques, affirmant ainsi le caractère égalitaire, laïque et universaliste de la médiation (Ben Mrad, 2008).

## L'affirmation de la médiation conventionnelle
Cette conception de la médiation, en tant que discipline à part… entière apparaît à la fin du XXe siècle. Elle se diffuse avec l'acceptation de la médiation conventionnelle, hors de tout contexte judiciaire.
Elle consiste à créer une extension de la discussion contractuelle accompagnée. Elle instrumente la volonté des parties de trouver un nouvel accord par rapport à un accord précédent qui est contesté - accord tacite (ou conçu comme tel par l'une des parties), comme le contrat social ou effectivement signé à un moment donné. 
Restant dans l'esprit conventionnel, renforçant la liberté contractuelle, la médiation vient apporter aux parties d'un différend les moyens de reposer une situation qui pose problème, d'y réfléchir et de chercher la meilleure des solutions possibles pour retrouver ou trouver un terrain d'entente. De ce fait, la médiation instrumente aussi la qualité de communication, au présent d'une relation et inscrite dans une anticipation relationnelle, contrairement au système juridique qui, se fondant sur le passé et s'appuyant sur une conception des droits et obligations énoncés antérieurement, départage ou divise.
C'est donc seulement au XXe siècle que les premiers ouvrages sur la médiation sont apparus. Ils sont aujourd'hui de plus en plus nombreux et parfois contradictoires. Néanmoins, ils sont tous imprégnés de cette recherche de renforcer le potentiel de prise de décision des personnes. Dans le monde de l'entreprise, nous observons depuis quatre ou cinq décennies, des formations sur la délégation. Les formations de développement personnel ont également fortement contribué, avec leurs balbutiements souvent thérapeutiques, à la reconnaissance de l'individu. 
En fait, notre époque semble avoir repris le chemin abandonné voici environ 2 500 ans.

## La médiation entre dans un cadre juridique
C'est donc au XXIe siècle que commence à s'écrire l'Histoire de la médiation et des médiateurs.
À ce moment, la médiation se voit de plus en plus juridiquement encadrée, y compris sous son aspect conventionnel.
En 2011, en France, l'ordonnance no 2011-1540 du 16 novembre 2011 vient en application de la loi du 17 mai 2011 de simplification et d'amélioration de la qualité du droit. Elle porte transposition de la directive (no 2008/52/CE) du Parlement européen et du Conseil du 21 mai 2008
Les premières associations défendant les avantages de la médiation ont été créées dans le courant des années 1980-1990.
En 2015, en France, la tendance à l'encadrement juridique se confirme, avec l'ordonnance 2015-1033 du 20 août 2015. Cette ordonnance introduit la « médiation de consommation », étendue à la plupart des secteurs économiques.